# Ami Boué

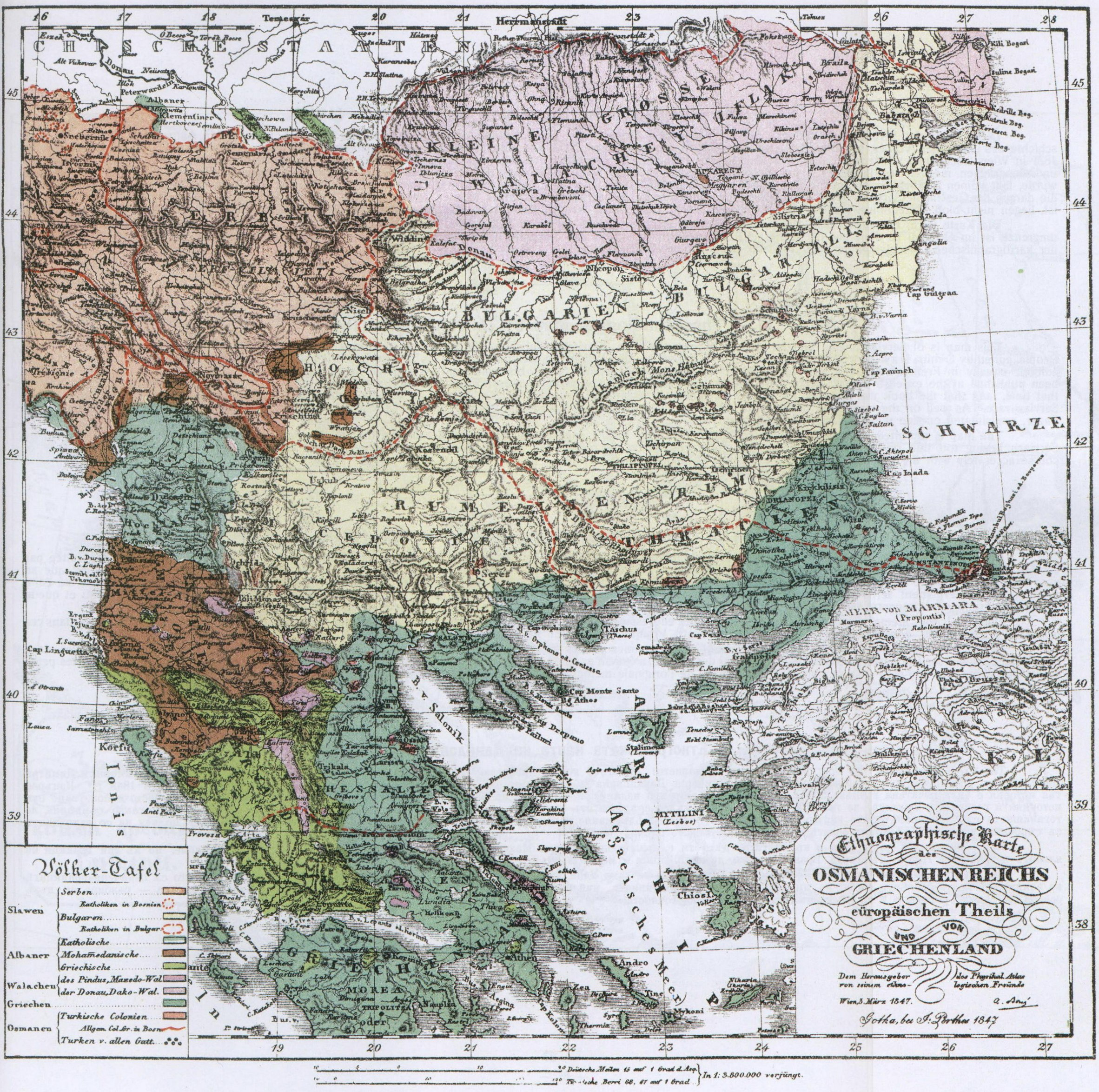
Mapa etnográfico de los Balcanes en 1847, de Ami Boué.

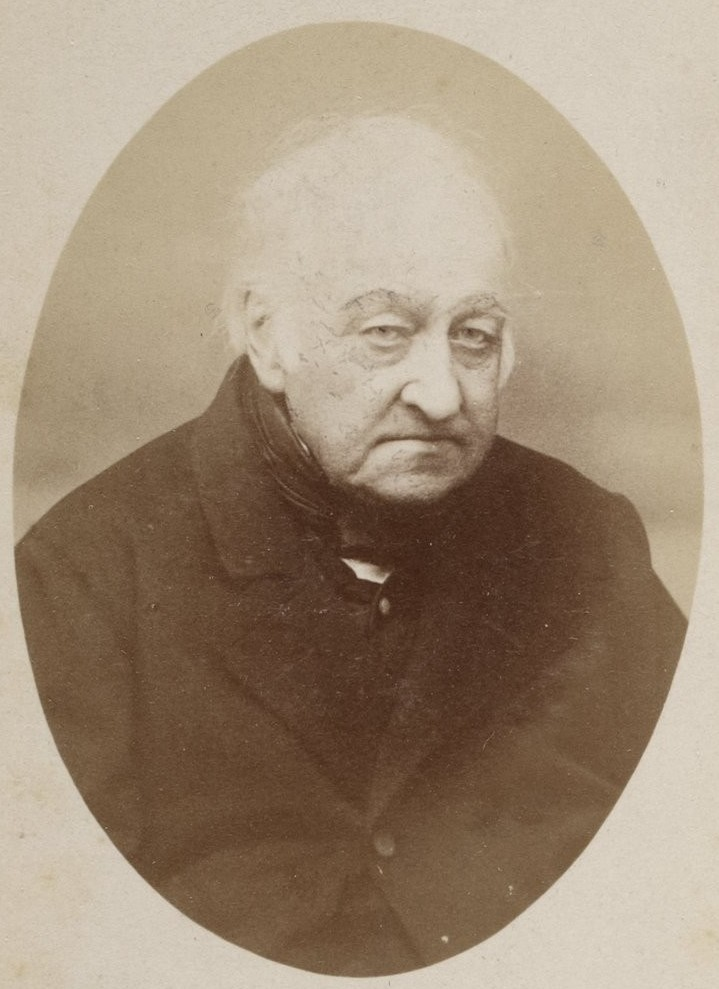
Ami Boué

Ami Boué (Hamburgo, 16 de marzo de 1794-Viena, 21 de noviembre de 1881) fue un médico y geólogo austríaco. Laureado con la Medalla Wollaston por la Geological Society of London en 1847.

## Biografía
Nació en Hamburgo en una familia acomodada de hugonotes, y recibió su primera educación en esa ciudad, así como en Ginebra y París.
Continuó sus estudios en la Universidad de Edimburgo, donde estudió medicina. La influencia de Robert Jameson, su profesor de mineralogía y geología, influyó en su futura carrera. Hizo expediciones geológicas en diversas partes de Escocia y las Hébridas.
Después de su doctorado trasladó su residencia a París durante unos años (1817-1832), mientras realizó muchos viajes a Italia, Croacia, Hungría, Austria, Suiza, Alemania, etc.
En 1820 publicó Essai géologique sur l' Ecosse, donde describe en particular, las rocas volcánicas. Viajó por Alemania, Austria y el sur de Europa para estudiar diversas formaciones geológicas. Se convirtió en pionero de la investigación en geología y es uno de los fundadores de la Sociedad geológica de Francia en 1830, fue su presidente en 1835. A continuación se instaló permanentemente en Austria (1835) y se nacionalizó austriaco. De 1836 a 1838, hizo algunos viajes largos a través de los Balcanes.
En la Academia Imperial de Ciencias de Viena le editó importantes artículos sobre la geología de los Balcanes. También publicó las Mémoires géologiques et paléontologiques (París, 1832) y su obra maestra: La Turquie d'Europe; observations sur la géographie, la géologie, l'histoire naturelle. (París, 1840) que no le dio su auténtica notoriedad hasta veinte años más tarde.

## Otras obras
- Entdeckung einiger Leithakalk-Petrafakten in den obersten Schichten der Kalkdolomit-Brekzien Gainfahrns. Sber. 46, Viena 1863, p. 41-42
- Über das Zusammentreffen fossiler Überbleibsel aus mehreren Klassen der organischen Natur. Sber. 52, Viena 1866, p. 580-590
- Die europäische Türkei. 2 v. Neudruck der Ausgabe Wien 1889. Mit einem Geleitwort von Peter Boué und einem Nachwort von Wolfgang Geier. Wagener Edition, Melle 2008, ISBN 978-3-937283-13-5.

## Honores
Se le concedió la Medalla Wollaston en 1847.

### Eponimia
- Pico Ami Boué en Tierra de Graham, Antártica
- Ami Boué Street, Sofía, Bulgaria